# Trithemis dichroa
Trithemis dichroa – gatunek ważki z rodziny ważkowatych (Libellulidae).